# Patriotas Boyacá

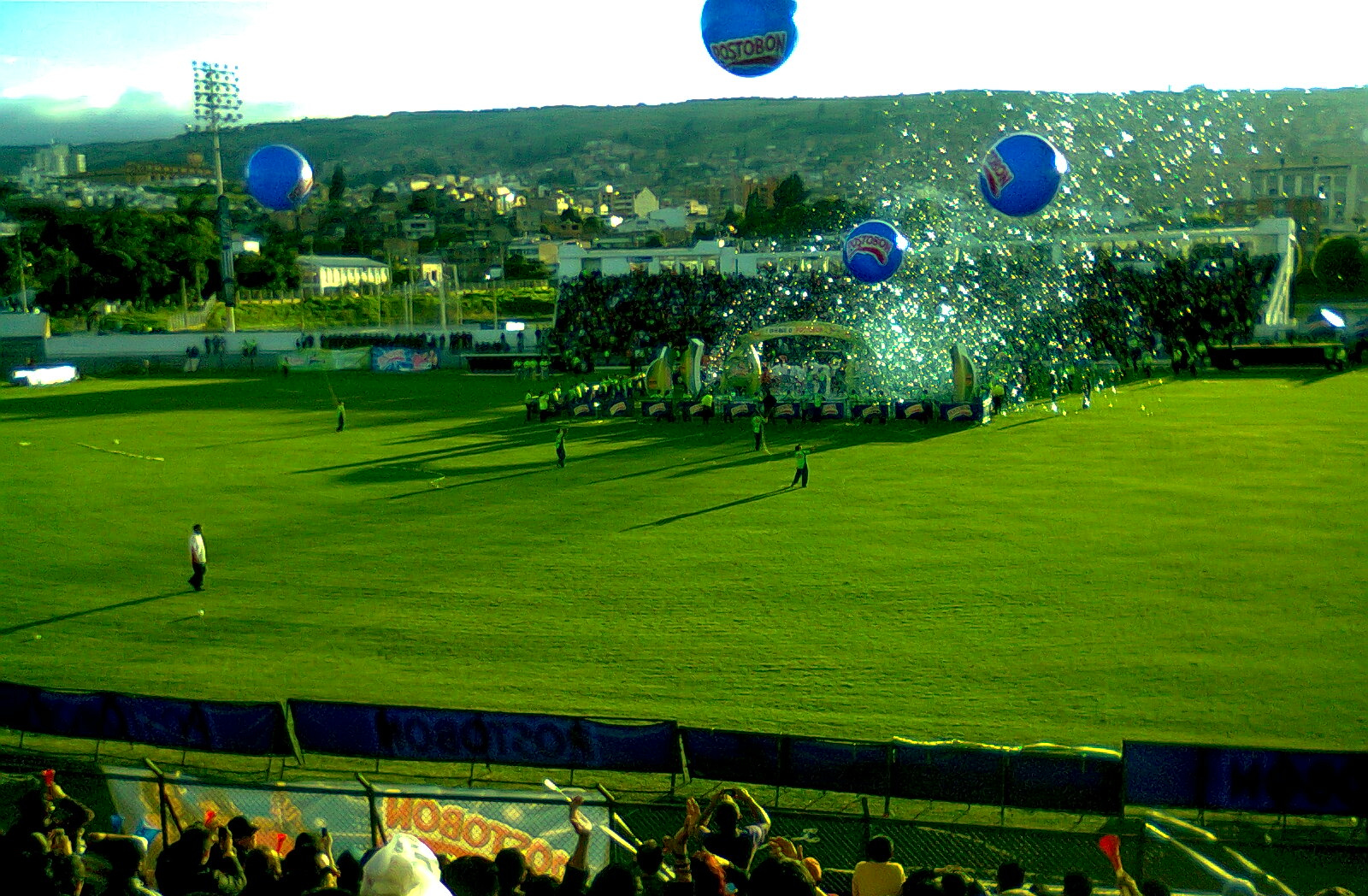
Patriotas wordt gehuldigd voor het kampioenschap in de Primera B 2011

Patriotas Boyacá is een Colombiaanse voetbalclub uit Tunja. Sinds 2012 speelt de club in de Categoría Primera A.
De club is een navolger van Lanceros Boyacá. In 2003 werd Patriotas opgericht met steun van de regionale overheid, het nationale sportinstituut Coldeportes en een investeerder. De club ging in de Categoría Primera B spelen en kwam meermaals tot de halve finale van de playoffs. In 2011 promoveerde Patriotas naar de Categoría Primera A nadat América de Cali na penalty's was verslagen.
Er wordt gespeeld in het Estadio La Independencia in Tunja dat plaats biedt aan 23.000 toeschouwers. Vanaf 2017 wordt in het Estadio Cacique Tundama in Duitama gespeeld waar 17.000 toeschouwers in kunnen.